# John F. Williams

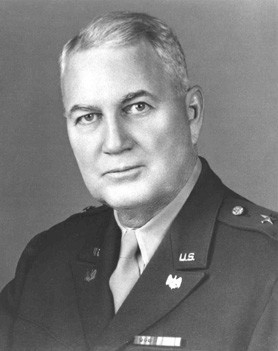
John F. Williams

John Francis Williams (* 7. Januar 1887 in Wilkes-Barre, Pennsylvania; † 29. Mai 1953 in Pasadena, Kalifornien) war ein Generalmajor der Army National Guard. Er war unter anderem Kommandeur des National Guard Bureau (NGB).

## Leben
John Williams war ein Sohn von Henry R. Williams (1861–1914) und dessen Frau Elizabeth Davis. Er besuchte die öffentlichen Schulen seiner Heimat und gehörte in den Jahren 1903 und 1904 als einfacher Soldat der Missouri National Guard an. In den folgenden Jahren arbeitete er in verschiedenen privaten Bereichen, unter anderem auch als Zeitungsverleger. Zwischenzeitlich studierte er bis zum Jahr 1911 an der University of Missouri.
Nach dem amerikanischen Eintritt in den Ersten Weltkrieg wurde Williams im April 1917 wieder zum Militär einberufen. Dabei erhielt er in der Infanterie der Nationalgarde von Missouri den Rang eines Oberleutnants. Im weiteren Verlauf wurde er mit seiner Nationalgarde dem Kommando des Bundes unterstellt und einer Maschinengewehreinheit (128th Machine Gun Battalion) zugeteilt. Mit diesem Bataillon, das der 35. Infanteriedivision unterstand, wurde er auf dem europäischen Kriegsschauplatz eingesetzt.
Nach seiner Heimkehr im Jahr 1919 schied Williams vorübergehend aus dem Militärdienst aus. Stattdessen arbeitete er wieder in der Zeitungsbranche als Reporter und Verleger. Zwischen 1921 und 1936 war er als Director of publications für die University of Missouri tätig. Seit 1923 war er auch wieder in der Nationalgarde von Missouri aktiv. Diese kam in den 1920er und frühen 1930er Jahren aber nur zu gelegentlichen Übungen zusammen, daher war seine damalige militärische Tätigkeit keine Vollzeitbeschäftigung.
In der Nationalgarde kommandierte er zwischen 1923 und 1937 verschiedene Einheiten, wozu das 128. Artillerieregiment und die 196. Infanteriebrigade gehörten. Im Jahr 1936 wurde er außerdem stellvertretender Leiter des NGB. In dieser Funktion war er im Januar dieses Jahres für einige Tage dessen kommissarischer Kommandeur. Am 31. Januar 1940 erhielt John Williams offiziell das Kommando über das NGB, das er bis zum 30. Januar 1946 innehatte, als Butler B. Miltonberger seine Nachfolge antrat. In seine Amtszeit fiel der Zweite Weltkrieg, an dem die Vereinigten Staaten seit dem 7. Dezember 1941 aktiv teilnahmen. Williams unterstützte die Kampfeinheiten der regulären United States Army mit Truppen aus den Nationalgarden der Einzelstaaten. Im Vorfeld nahmen Einheiten der Nationalgarden an umfangreichen Manövern in den Vereinigten Staaten teil. Im Zweiten Weltkrieg selbst wurden etwa 190.000 Nationalgardisten eingesetzt. Williams setzte sich auch für eine weitere Aufwertung der Nationalgarden innerhalb der Streitkräfte für die Zeit nach dem Ende des Krieges ein.
Für seine militärischen Leistungen erhielt er unter anderem die Army Distinguished Service Medal verliehen.
Im Jahr 1946 schied er aus dem Militärdienst aus. Er verbrachte seinen Lebensabend in Pasadena in Kalifornien, wo er am 29. Mai 1953 an einer Krebserkrankung verstarb. Er fand seine letzte Ruhestätte auf dem Nationalfriedhof Arlington.